# Afroablepharus
Az Afroablepharus  a hüllők (Reptilia) osztályába a  pikkelyes hüllők (Squamata) rendjébe a gyíkok (Sauria)  alrendjébe és a  vakondgyíkfélék (Scincidae) családjába  tartozó nem

## Rendszerezés
A nembe az alábbi fajok tartoznak.
- Afroablepharus duruarum
- Afroablepharus seydeli
- Afroablepharus tancredi
- Afroablepharus wilsoni